# Distrito electoral de Clearwater (condado de Frontier, Nebraska)
Clearwater Precinct es una subdivisión territorial del condado de Frontier, Nebraska, Estados Unidos. Según el censo de 2020, tiene una población de 29 habitantes.
El estado de Nebraska está dividido en 93 condados. De ese total, 25 condados se dividen en townships y 63 se dividen en precintos (precincts), subdivisiones idénticas a los townships pero donde no existe Gobierno municipal. Cuatro condados no tienen municipios ni precintos.
Los datos de los precintos son mantenidos por la Oficina del Censo en coordinación con los Gobiernos de los condados a efectos exclusivamente estadísticos.
Por lo tanto, es incorrecto en este caso traducir precinct como distrito electoral.

## Geografía
La subdivisión está ubicada en las coordenadas 40°34′9″N 100°2′19″O / 40.56917, -100.03861. Según la Oficina del Censo, tiene una superficie de 93.30 km², correspondientes en su totalidad a tierra firme.

## Demografía
Según el censo de 2020, hay 29 personas residiendo en la zona. La densidad de población es de 0.31 hab./km². El 93.10% de los habitantes son blancos y el 6.90% son de una mezcla de razas. Del total de la población, el 3.45% es hispano o latino.